# Драган Шајновић
Драган Шајновић (Бањалука, 18. октобар 1907 - 20. јун 1985) био је професор виолине, диригент и писац класичне музике у Бањалуци, а такође је био познат на просторима Босне и Херцеговине. Оставио је велики траг у класичној музици и музичкој педагогији у 20. вијеку, унаприједивши музички живот Бањалуке, поставши значајан дио њене историје. Такође, сматрају га једним од оснивача данашње Музичке школе „Владо Милошевић”, која је основана под називом Музичка школа пјевачког друштва „Јединство” у Бањалуци. Оснивачи ове школе су и Драге Букинац професора клавира и Владе Милошевића по коме је школа добила назив. У периоду од двије године чак је вршио функцију директора музичке школе.

## Биографија
Драган Шајновић, рођен у Бањалуци 1907. године као син Иве Шајновића дипломираног правника и једног од првих босанско-херцеговачких етнографа на овим просторима. У родном мјесту завршава Учитељску школу. У својим раним годинама постао је заљубљеник музике, прије свега класичне, што ће му касније бити животни позив. Виолину је учио код Јосипа Соукала и Карола Пахора. По завршетку средње школе наставља студиј виолине на Конзерваторију у Љубљани у периоду од 1928. до 1935. у класи професора Ј.Шлаиса и К.Рупела. Поред тога што је био професор виолине, у периоду од 1936. до 1938. године је вршио функцију директора музичке школе. Радио је и као учитељ и професор у више мјеста, да би се од 1949. године стационирао у Бањалуци, гдје је дочекао и смрт.
Поред музике, професор Шајновић је писао критике и приказе у разним листовима који су излазили у том периоду (Врбаским новинама, Крајишким новинама (Гласу), Путевима и сарајевском Одјеку), а написао је и књигу „Музички живот у Бањалуци од аустро-угарске окупације до Другог свјетског рата (1878—1941)”.
Такође, истакао се као и диригент у многим пјевачким друштвима, док је о другима посветио пажњу тако што је често написао и чланке о њиховом раду и постојању. Писао је, између осталог, о српским музичким друштвима „Јединство” и „Коло српских сестара”, хрватским „Нада” и „Напредак”, муслиманским „Фадилет”, „Гајрет”, „Братство”, „Народна узданица”, „Будућност” и „Слога”, те о Радничком музичком друштву „Пелагић” (РКУД Пелагић) и омладинском „КАБ-у”.
За свој дугогодишњи рад професор Шајновић је добио медаљу рада поводом Дана Републике 1957. године, златну медаљу рада Савеза културно-умјетничких друштава и организација БиХ, спомен-диплому, повељу и плакету за предратни и послијератни рад у РКУД „Пелагић”.

### Каријера
Као виолиниста, почео је јавно да наступа од 1925. године на школским приредбама и забавама бањалучке Гимназије и Учитељске школе. На једној таквој приредби свирао је Шубертову Д-дур сонату, а са својим професором Пахором извео је 1926. године Бахов д-мол концерт за двије виолине. Свој солистички концерт, уз учествовање брата Вјекослава Шајновића (виолончело) и Стојанке Милошевић (клавир), приредио је као студент конзерваторија 4. јануара 1930. године у Бањалуци. Концерт је одржан у дворани "Хрватског дома" (касније зграда Дома ЈНА), а извођена су дјела Моцарта, Паганиниа и других.
Године 1935. почиње да хонорано подучава виолину у Музичкој школи пјевачког друштва "Јединство" у којој су наставу још држали Владо Милошевић и Драга Букинац, а такође је обављао дужност хоровође у Хрватског пјевачког друштва "Нада" до јуна 1937. године и РКУД „Пелагић” од јуна 1937. године до октобра 1938. године, а радио је и у „КАБ-у” (Клуб академичара Бања Лука).
У периоду након октобра 1938. године добија запослење у Ђевђелији као професор музике у гимназији. Као професор ради све до 1941. године када се враћа у Бањалуку и наставља свој учитељски живот.
Од повратка у периоду 1941−1945 године ради као професор у Гимназији и у Музичкој школи. По завршетку рата у периду од 1945. до 1947. године ради као професор у гимназији, а у наредном периоду, у трајању од 2 године, боравио у Травнику. Радио је као наставник у травничкој учитељској школи.
По повратку у Бањалуку, 1949. године, па све до пензионисања, 1972. године, ради у Музичкој школи као професор виолине. Поред тога, у неколико периода био је директор Ниже и Средње музичке школе. Основао је Гудачки оркестар Ниже музичке школе који је под његовим вођством 1957. године, изводећи Хаyднову „Дјечју симфонију”, освојио другу награду на Првом југословенском такмичењу дјечје музике у Сарајеву. Од 1956. до 1958. године био је директор и диригент Градског оркестра.
Преминуо је 20. јуна 1985. године у Бањалуци.